# کریم امامی
کریم امامی (زادهٔ ۵ خرداد ۱۳۰۹ در کلکته، هندوستان – درگذشتهٔ ۱۸ تیر ۱۳۸۴ در تهران، ایران) مترجم، فرهنگ‌نویس، ویراستار، منتقد هنری، نویسنده، روزنامه‌نگار و کارشناس کتاب و نشر اهل ایران بود.
وی از انگلیسی‌دانان و مترجمان برجستهٔ کشور به‌شمار می‌رفت. ترجمهٔ گتسبی بزرگ، اثر اف. اسکات فیتزجرالد همواره نام کریم امامی را با ترجمهٔ مشهور او به خاطر می‌آورَد. همچنین دوستداران شرلوک هولمز در ایران او را به عنوان مترجم سنتی ماجراهای این کارآگاه مشهور در ایران می‌دانند. او ۲۴ داستان از ماجراهای شرلوک هولمز (که خود او نیز بدان علاقه داشت) را ترجمه کرد که از سوی انتشارات طرح نو در چهار مجلد به چاپ رسید.

## زندگی

### کودکی و نوجوانی
کریم امامی در سال ۱۳۰۹ در شهر کلکته متولد شد و دو سال اول زندگی خود را در آنجا گذراند. البته محل تولد رسمی او شیراز است و به گفته خودش: «رسماً همیشه متولد شهر حافظ و سعدی خواهم ماند» پدر او، محمدحسن امامی، فرزند شیخ عبدالنبی امامی، روحانی سرشناس در شیراز بود. پدر کریم امامی در هندوستان تاجر چای بود. مادر او بدرالشریعه علوی نام داشت.
خود او راجع به دوران اولیه زندگی اش گفته:
نخستین واژه‌های انگلیسی را در کودکی از پدرم آموختم. خانواده ما به خاطر تجارت چای با هندوستان ارتباط داشتند و به آن کشور رفت‌وآمد می‌کردند… بعضی از افراد خانواده از جمله پدرم، مرحوم محمد حسن امامی، دارای معلومات خوبی در زبان انگلیسی بودند و از عهده محاوره و مکاتبه با افراد انگلیسی زبان برمی‌آمدند. برخی دیگر از افراد خاندان پرجمعیت امامی‌های شیراز هم استعداد خود را در آموختن زبان‌های خارجی دیگر بروز داده بودند، مثل مرحوم مهدی امامی که از فرط تبحر در زبان فرانسه در شیراز به «مسیو امامی» معروف بود، و پسر عمه‌ام شادروان صلاح الدین امامی که آلمانی دان بسیار قابلی بود و علاوه بر آن انگلیسی وفرانسه هم می‌دانست و سال‌ها سران کشورها و میهمانان عالیقدر دیگر را در تخت جمشید و تماشاگاه‌های دیگر شیراز به گردش می‌برد.
امامی دوران دبیرستان خود را در دبیرستان نمازی شیراز به اتمام رساند. اولین تعلیمات نسبتاً جدی او در حوزه زبان انگلیسی مطالعه یک خودآموز تألیف فردی به نام رشید امانت بود. اما از اولین سال دبیرستان آموزش انگلیسی را به‌طور جدی آغاز کرد
همچنین معلم‌های خصوصی نیز به وی درس می‌دادند. مانند فردی که به او «مستر بلوچی» می‌گفتند. اما فارغ از همه این تعلیمات، کریم امامی انگلیسی قوی خود را مرهون چیز دیگری می‌داند:
چیزی که باعث نجات من و جمع قابل توجهی از جوانان شیرازی آن دوران از تلفظ بد و ناجور بعضی از معلمان بومی شد تأسیس شعبه از انجمن فرهنگی ایران و انگلیس بود (که در سال‌های بعد به شورای فرهنگی بریتانیا یا British Council تغییر نام داد) در شیراز در نیمه اول دهه ۱۳۲۰، و به راه افتادن کلاسهای آموزش زبان انگلیسی آن. از سال دوم دبیرستان در آنجا ثبت نام کردم و چند سال متوالی، در تمام طول سال، هفته‌ای سه روز و هر روز یک ساعت در کلاسهای انجمن انگلیسی خواندم.
همچنین از کتابخانه آنجا نیز نام می‌برد و خود را به آن مدیون می‌داند.

### جوانی

#### دانشگاه
او در رشته «طبیعی» یعنی تجربی، دوره دوم دبیرستان را به اتمام رساند و اگر (به قول خودش) درکنکور دانشکده پزشکی دانشگاه تهران موفق می‌شد، احتمالاً در همان رشته ادامه تحصیل می‌داد؛ ولی نتیجه کنکور در عوض او را به سوی باغ با صفای دانشکده ادبیات دانشگاه تهران در نزدیکی میدان بهارستان سوق داد.
استادان او در دانشگاه عبارت بودند از: دکتر لطفعلی صورتگر، خانم آلیو (Olive) صورتگر (همسر دکتر لطفعلی صورتگر)، دکتر علاءالدین پازارگادی، دکتر سعادت، دکتر محمد صفدری و غلامحسین زیرک زاده.

#### شروع کار
امامی در اوایل دهه ۳۰ شمسی، از دانشگاه فارغ‌التحصیل شد و بلافاصله به عنوان مترجم روزنامه‌نگاران خارجی شروع به کار کرد. در آن دوران به دلیل جریانات مربوط به ملی شدن صنعت نفت، خبرنگاران و روزنامه‌نگاران خارجی به ایران هجوم آورده بودند. آن‌ها افراد مشهوری بودند مانند هاوارد کینگزبری اسمیت، که برای خبرگزاری سرویس بین‌المللی خبر کار می‌کرد. اسمیت مدتی معاون این مؤسسه بود. یا فردی مثل جوزف الساپ مفسر سیاسی شهیر که برای نیوزویک مطلب می‌نوشت.

### در روزنامه کیهان
پس از کودتا و فروکش کردن خیل خبرنگاران، کریم امامی خود را پشت میز تحریریه روزنامه کیهان یافت. در آنجا هم در میز خارجه کیهان فارسی بود و البته در کیهان اینترنشنال. نیم روز در کیهان انگلیسی بود و نیم روز در کیهان فارسی.

### نقد هنری
نام کریم امامی در زمینهٔ هنرهای دیداری، به‌سبب طرح مهم‌ترین سبک هنر نوگرای ایران، یعنی مکتب سقاخانه، ماندگار شده‌است. به احتمال زیاد، او این اصطلاح را نخستین بار در حدود سال ۱۳۴۱ به کار برد. در نوشتاری با نام «یک مکتب نو ایرانی» (ژوئن ۱۹۶۳) در روزنامه کیهان اینترنشنال امامی پس از برشمردن هنرمندانی مشهور و تثبیت‌شده، به معرفی «چهار جوان می‌پردازد که بر تارک آخرین و قدرت‌مندترین جریان نقاشی ایران می‌درخشند». او در معرفی این مکتب چندان روشن سخن نمی‌گوید به‌جز این‌که به‌طور مشخص از این گروه چهار نفره نام می‌برد که همه هم‌چون خود امامی، دانش‌جو یا آموزگار مدرسهٔ تازه‌بازشدهٔ هنرکدهٔ هنرهای تزیینی (۱۹۶۱) بوده‌اند. به‌جز حسین زنده‌رودی که امامی او را بارها به‌عنوان رهبر گروه نام می‌برد، عضوهای مکتب عبارت‌اند از: فرامرز پیل‌آرام، منصور قندریز، و بهزاد گلپایگانی.

### در فرانکلین
نجف دریابندری، سرویراستار وقت مؤسسه انتشارات فرانکلین تهران به سوئیس رفته بود. در همین حال که کریم امامی به دلیل تنها گذاشتن همسرش در خانه و زیر فشار مضاعف کار روزنامه احساس کرد که حال به کاری آرام‌تر از روزنامه‌نگاری احتیاج دارد. دکتر محمود بهزاد و دکتر حمید عنایت که آن زمان کارهای فرانکلین را برعهده داشتند با توجه به مکاتباتی که همایون صنعتی‌زاده (رئیس وقت مؤسسه انتشارات فرانکلین تهران) و امامی انجام داده بودند از وی برای کار دعوت کردند؛ و در سال ۱۳۴۷ کریم امامی از پشت میز مؤسسه کیهان به پشت میز ویراستاری مؤسسه فرانکلین رفت. البته خود او معتقد بود کار در کیهان نظم را به او آموخته و همچنین در پرورش زبان انگلیسی‌اش تأثیر به سزایی داشته‌است.
در انتشارات فرانکلین با افرادی چون: احمد سمیعی گیلانی، ابوالحسن نجفی، حمید عنایت و همچنین باقر معین، عبدالله ارگانی و مهشید امیرشاهی همکار بود.
وی پس از مدت کوتاهی به سرویراستاری مؤسسه فرانکلین رسید. وی سعی کرد کارها را هدفمند سازد، کتابخانه مرجع تشکیل داد، برای قیمت گذاری، انتخاب و ارسال کتاب فرم تهیه کرد، خلاصه کارها را منظم تر کرد، و سعی کرد رابطه خوبی با همه همکارانش در آنجا برقرار کند. سهم او در بهبود وضع انتشارات فرانکلین که او تا سال ۱۳۵۳ در آن کار می‌کرد، انکارناشدنی است.

### کتاب امروز
در سالهایی که او در فرانکلین بود، همچنین نشریه‌ای به نام کتاب امروز نیز به سردبیری وی منتشر می‌شد که نشریه خاص اهل کتاب بود و مصاحبه‌های جالبی داشت که با اهل کتاب می‌شد و نشریه‌ای حساب شده بود.

### سروش
وی هم‌زمان با خروج از فرانکلین به بخش انتشارات رادیو و تلویزیون رفت که نام آن را انتشارات سروش نهاده بودند. رضا قطبی مدیر بلندپرواز رادیو و تلویزیون بود که این نام را بر آن نهاده بود. قطبی قصد داشت در کنار رادیو و تلویزیون یک مؤسسه انتشاراتی عظیم به راه بیندازد. امامی یک سال و چند ماه به عنوان سرویراستار در آنجا کار کرد و تا حدودی نیز به مرتب کردن و ارتقای آن کمک کرد. اما با وقوع انقلاب ۵۷ وی به همراه عده زیادی از کارکنان سروش از کار برکنار شد.

### زمینه
پس از برکناری‌اش از سروش، در اوایل دهه ۶۰، وی انتشاراتی به نام زمینه پایه‌گذاری کرد که انتشارات مطابق استانداردی بود و کتب با کیفیت مطلوب چاپ می‌کرد. کتاب روزهای خون، روزهای آتش که مجموعه عکس‌های بهمن جلالی بود که در طول وقایع انقلاب گرفته شده بود یکی از آن کتاب‌هاست. البته انتشارات زمینه مدت زیادی دوام نیاورد زیرا کریم امامی بسیار بلندپروازانه فکر می‌کرد و چاپ کتاب با آن حجم و کیفیت، در آن روزهای جنگ، صرفه اقتصادی کلانی نداشت.
وی اما کتابفروشی زمینه را با کمک همسر خود (گلرخ ادیب محمدی) در چهارراه دکتر حسابی، واقع در ضلع جنوبی میدان تجریش، راه‌اندازی کرد که پس از مدتی به پاتوق اهل کتاب و دوستداران آن تبدیل شد. از جمله کارهای مهم آن یکی چاپ برگه‌ای دو صفحه‌ای بود که خیلی مختصر و مفید تازه‌های نشر را همراه با توضیح کوتاهی در مورد آن در خود داشت.

### کارهای دیگر
وی از مجادله کنندگان بی‌گذشت حق مؤلف بود و با تأکید بر جنبه قانونی و اخلاقی آن و اینکه آن طور که وانمود می‌شود در تضاد با بهره اقتصادی نیست، بارها و بارها با دوستان و همکاران خود وارد بحث‌های مختلفی پیرامون حق مؤلف (کپی‌رایت) شد. از جمله با دوست قدیمی خود نجف دریابندری در زمینه حق مؤلف هم‌عقیده نبود. داریوش همایون نیز در مخالفت با حق مؤلف در نشریه آیندگان مطلب می‌نوشت. وی همچنین از نخستین مدافعان جدی تدوین شیوه‌نامه جامع برای نشر و ویرایش بود.
از دیگر کوشش های او تلاش برای بنیان نهادن تشکلی صنفی برای ویراستاران بود. به پیشنهاد او باید نهاد ثابتی برای رسیدگی به امور ویرایش و ویراستاران تاسیس می شد؛ این نهاد بعدها به «جامعهٔ ویراستاران ایران» شهرت یافت و پس از چند دهه در قالب انجمن صنفی ویراستاران محقق شد.

#### ترجمه شعر
کریم امامی سابقه ترجمه شعر هم دارد و اشعاری از سهراب سپهری، فروغ فرخزاد و خیام را به انگلیسی برگردانده است. از جمله شعر بلند «صدای پای آب» از سهراب، «تولدی دیگر» از فروغ و بیش از ۷۰ رباعی از خیام.

### دهه ۷۰
در سال‌های دهه ۷۰ وی به ترجمه داستان‌های کوتاه شرلوک هولمز دست یازید و ۲۴ داستان کوتاه از مجموعه داستانهای کوتاه شرلوک هولمز را در ۴ جلد ترجمه و منتشر کرد. او پیشتر در جوانی داستان معروف «نشان چهار» (با شرکت شرلوک هولمز) را به عنوان «'گنج بادآورد» ترجمه کرده بود اما موفق به چاپ آن نشده بود.

### منش و شخصیت فردی
کریم امامی علاوه بر جنبه حرفه‌ای از نظر اخلاقی نیز زبان‌زد بود و فردی اخلاق‌گرا و عارف‌مسلک به‌شمار می‌رفت. اکثر قریب به اتفاق کسانی که او را می‌شناختند خوی خوش و اخلاق‌مداری وی را می‌ستودند. شاید بتوان چکیده آن‌ها را در صحبت‌های ابراهیم گلستان در مورد او یافت: «کریم خیلی آدم حسابی است. گوهرش پاک است.»
کریم امامی مرد اخلاق بود. منظم و مرتب و کم حرف بود و اهل عمل. اهل تئوری و نظریه نبود و همان‌طور که در مقدمه ترجمه آپارتهید می‌نویسد با سیاست نیز میانه‌ای نداشت. از فلسفه هم خوشش نمی‌آمد؛ و در برخورد با مسائل حتی گاهی نگاه‌های زیبایی‌شناسانه را بر دیدگاه‌های فلسفی ترجیح می‌داد. به پرورش گل بنفشه و عکاسی و گربه‌بازی علاقه داشت. اما در پس همه این‌ها روحی عارف‌مسلک قرار داشت که چنین انرژی و توانی را برای او باقی می‌نهاد.
همچنین وی فردی بسیار خوش‌رو بود و به زعم خود آن را از معلمان شیرازی خود به همراه نجابت و قناعت آموخته بود.
امامی روحاً نوگرا و اصطلاحاً "مدرن" بود.
از کامپیوتر در کارش به کرات استفاده می‌کرد. (پدیده‌ای که بسیاری از هم‌نسلان او با آن میانه‌ای نداشتند. در حقیقت به موقع تمام کردن کتاب فرهنگ کیمیا مرهون استفاده او از کامپیوتر است.

#### شیوه نثر
کریم امامی شیوه خاصی را در نویسندگی رعایت می‌کرد؛ و همسرش هم این را در جایی تأیید کرده‌است.
عبدالحسین آذرنگ در مورد شیوه نویسندگی او می‌نویسد:
کریم امامی با توجه به موقعیت قلم می‌زد. هم می‌توانست با لحن محاوره‌ای و صمیمی بنویسد و هم به نوشتن خشک و رسمی اشراف داشت. هرچند در محافل رسمی از نوع نوشته‌های صریح و خشک بیشتر استفاده می‌کرد، اما میل او به جانب ساده‌نویسی، درآمیختن نوشته با طنز و شوخ‌طبعی و بیرون کشیدن مخاطبانش از فضای رسمی بود و این کار را آگاهانه انجام می‌داد.
امامی معتقد بود مطبوعات سال‌های پس از شهریور ۱۳۲۰، بیشترین تأثیر را بر فارسی‌نویسی او و تصوری که او از زبان ساده و در عین حال پرتحرک و کارساز دارد، گذاشته‌اند.
امامی با نام مستعاری با عنوان «ک. تابنده» که بعدها به «کتابنده» تغییر یافت نیز مقالاتی می‌نوشت.

#### زندگی شخصی
وی در سال ۱۳۴۵ و در زمانی که در مؤسسه کیهان کار می‌کرد با گلرخ ادیب محمدی (گلی امامی) در پاریس ازدواج کرد، و از او صاحب دو فرزند شد: هدیه امامی و هستی امامی. کریم امامی در بامداد روز شنبه ۱۸ تیر ماه سال ۱۳۸۴ در شهر تهران بر اثر بیماری سرطان خون - که سال‌ها بود از آن رنج می‌برد- در ۷۴ سالگی درگذشت.